# Rasa de Peà
La Rasa de Peà, o també Rasa de Pià, és un torrent afluent per l'esquerra del Cardener que fa tot el seu curs pel terme municipal de Navès, a la comarca del Solsonès. La rasa té una longitud de 4.421 metres però des de la confluència amb el Cardener fins al naixement del Torrent de Merlí hi ha un total de 4.362 metres.

## Xarxa hidrogràfica
La xarxa hidrogràfica de la Rasa de Peà està integrada per un total de 26 cursos fluvials. D'aquests, 13 són subsidiaris de primer nivell de subsidiarietat i 12 ho són de segon nivell. La totalitat de la xarxa suma una longitud de 15.871 metres que transcorren íntegrament pel terme municipal de Navès.
| Codi del corrent fluvial | Coordenades del seu origen                                   | longitud (en metres) |
| ------------------------ | ------------------------------------------------------------ | -------------------- |
| Rasa de Peà              | 42° 4′ 21.66″ N, 1° 35′ 19.65″ E / 42.0726833°N,1.5887917°E  | 4.421                |
| E1                       | 42° 3′ 55.75″ N, 1° 35′ 15.75″ E / 42.0654861°N,1.5877083°E  | 474                  |
| E1·E1                    | 42° 3′ 53.58″ N, 1° 35′ 18.08″ E / 42.0648833°N,1.5883556°E  | 133                  |
| D1                       | 42° 3′ 46.60″ N, 1° 34′ 55.69″ E / 42.0629444°N,1.5821361°E  | 350                  |
| D2                       | 42° 3′ 31.97″ N, 1° 34′ 49.18″ E / 42.0588806°N,1.5803278°E  | 222                  |
| D3                       | 42° 3′ 24.19″ N, 1° 34′ 41.89″ E / 42.0567194°N,1.5783028°E  | 482                  |
| E2                       | Xarxa del Torrent de Merlí                                   | 5.617                |
| E3                       | 42° 2′ 55.86″ N, 1° 35′ 11.76″ E / 42.0488500°N,1.5866000°E  | 696                  |
| E3·E1                    | 42° 2′ 49.72″ N, 1° 34′ 59.09″ E / 42.0471444°N,1.5830806°E  | 360                  |
| D4                       | 42° 3′ 10.33″ N, 1° 34′ 38.34″ E / 42.0528694°N,1.5773167°E  | 571                  |
| E4                       | 42° 2′ 51.09″ N, 1° 34′ 40.63″ E / 42.0475250°N,1.5779528°E  | 514                  |
| E4·D1                    | 42° 2′ 49.93″ N, 1° 34′ 50.66″ E / 42.0472028°N,1.5807389°E  | 293                  |
| E5                       | 42° 2′ 46.68″ N, 1° 34′ 30.48″ E / 42.0463000°N,1.5751333°E  | 317                  |
| D5                       | 42° 3′ 5.118″ N, 1° 34′ 24.23″ E / 42.05142167°N,1.5733972°E | 256                  |
| D5·E1                    | 42° 3′ 3.921″ N, 1° 34′ 27.75″ E / 42.05108917°N,1.5743750°E | 89                   |
| E6                       | 42° 2′ 50.56″ N, 1° 34′ 21.45″ E / 42.0473778°N,1.5726250°E  | 149                  |
| D6                       | 42° 3′ 9.401″ N, 1° 34′ 22.58″ E / 42.05261139°N,1.5729389°E | 512                  |
| D6·D1                    | 42° 3′ 8.940″ N, 1° 34′ 14.21″ E / 42.05248333°N,1.5706139°E | 153                  |
| E7                       | 42° 2′ 49.50″ N, 1° 34′ 15.72″ E / 42.0470833°N,1.5710333°E  | 164                  |
| E7·E1                    | 42° 3′ 48.45″ N, 1° 34′ 12.84″ E / 42.0634583°N,1.5702333°E  | 98                   |